# Hao123
Hao123 é um serviço online do portal Baidu. Até o mês de julho de 2014, foi o 14.º website mais popular do mundo e o quinto da China. Está disponível nas versões em português brasileiro e em tailandês.

## Controvérsias

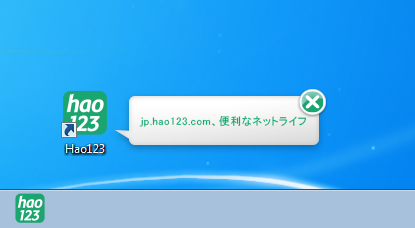
Atalho do Hao123 instalado por um pacote de software

Hao123 não é um malware ou tem alguma relação com infecção por vírus, no entanto, Hao123 utiliza meio de promoções fraudulentas, é classificado por alguns softwares anti-malware como adware, normalmente o redirecionamento é causado por instaladores de terceiros, sendo considerado um sequestrador de navegador. [carece de fontes?]